# Pseudolimnophila eremnonota
Pseudolimnophila eremnonota är en tvåvingeart som beskrevs av Alexander 1960. Pseudolimnophila eremnonota ingår i släktet Pseudolimnophila och familjen småharkrankar. Inga underarter finns listade i Catalogue of Life.